# Halophryne
Halophryne es un género de toadfishes que se encuentra en los océanos pacífico e índico. Estas especies suelen encontrarse también en Australia.

## Especies
Las siguientes cuatro especies fueron reconocidas por este género:
- Halophryne diemensis (Lesueur, 1824).
- Halophryne hutchinsi (D. W. Greenfield, 1998).
- Halophryne ocellatus (Hutchins, 1974).
- Halophryne queenslandiae (De Vis, 1882).